# NGC 5283
NGC 5283 é uma galáxia lenticular (S0) localizada na direcção da constelação de Draco. Possui uma declinação de +67° 40' 23" e uma ascensão recta de 13 horas, 41 minutos e 05,7 segundos.
A galáxia NGC 5283 foi descoberta em 7 de Outubro de 1866 por Heinrich Louis d'Arrest.